# Sanja Ilić
Sanja Ilić, född 27 mars 1951 i Belgrad, död 7 mars 2021 i Belgrad, var en serbisk artist. Han representerade sitt land i Eurovision Song Contest 2018 i Lissabon, Portugal.
Ilić avled i sviterna av Covid-19.